# László Antal-tânărul
László Antal-tânărul (n.25 iunie 1930, Szob-d.? 1993, Germania ?) a fost un scriitor și lingvist maghiar.